# Maerua brevipetiolata
Maerua brevipetiolata är en kaprisväxtart som beskrevs av Killick. Maerua brevipetiolata ingår i släktet Maerua och familjen kaprisväxter. Inga underarter finns listade i Catalogue of Life.